# Stanisław Tarnawski (chorąży sanocki)

Herb Sas (Drag) – herb szlachecki wołoskiego rodu Tarnawskich wywodzących się z Królestwa Węgier (Komitat Máramaros) - panów na Ziemi Sanockiej od XIV do XVII stulecia.

Stanisław Tarnawski (ur. około 1540 r. zm. po 1605 r.) – chorąży Ziemi Sanockiej, syn Stanisława (s. Mikołaja) i Katarzyny Stadnickiej herbu Szreniawa, brat Teodora żonaty z Dorotą Herburt.
Właściciel wielu wsi na Ziemi Sanockiej: m.in. Zagórza, Osławy, Wielopola, Olchowy, Smolnicy, Tarnawy, Suchowatego, Poraża, Średniej, Kalnicy, Uherzec, Glinnego oraz Przemyskiej: Aksmanic i Bachowa. 

## Spór z Drohojowskim
Chorąży Tarnawski winny był Andrzejowi Piotrowi Stadnickiemu 70 tys. złotych. Andrzej Piotr Stadnicki sprzedał swój dług Marcinowi Stadnickiemu, ten Andrzejowi Drohojowskiemu, ten zaś Janowi Tomaszowi Drohojowskiemu. Tarnawski zagrożony egzekucją długu aktem wieczystej donacji (nie wiadomo czy rzeczywistej czy fikcyjnej) przekazał swoje włości kasztelanowi przemyskiemu Stanisławowi Stadnickiemu z Leska. 
Wojna o dług zaczęła się w 1601 roku. Kiedy Stadnicki jechał do Przemyśla, w okolicach Chyrowa został napadnięty przez ludzi nasłanych przez Drohojowskiego. Jeden człowiek Stadnickiego zginął, a sam Stadnicki ratował się ucieczką. Ludzie Drohojowskiego złupili konwój. Do następnej utraczki pomiędzy zwaśnionymi stronami doszło w okolicach katedry w Przemyślu. 
Król Zygmunt III Waza próbował zapobiec eskalacji konfliktu ustanawiając vadium w wysokości 120 000 grzywien. Na nic to się jednak nie zdało. Drohojowski uzyskał więc prawo intromisji majątku chorążego i próbował je zająć. Przeszkodził mu w tym jednak Stadnicki. Cały czas trwała wojna podjazdowa. Referendarz Drohojowski zorganizował wyprawę zbrojną. Pod Tarnawą drogę zagrodził mu jednak 200-osobowy oddział Stadnickiego. Drohojowski i jego ludzie uciekli. Dopiero za trzecim razem Drohojowskiemu udało się zdobyć Tarnawę i osadzić tam swoich ekonomów. Po kilku dniach jednak, Stadnicki z użyciem armat odbił Tarnawę, a ekonomów wziął w niewolę i wtrącił do zamkowych lochów na zamku w Lesku. 
Wreszcie sam król upoważnił starostę sanockiego Mniszcha do zajęcia majętności Tarnawskiego. Szlachta sanocka odmówiła jednak udziału w akcji starosty i opowiedziała się po stronie chorążego. W tej sytuacji Drohojowski zwerbował szlachtę spoza Ziemi Sanockiej i uderzył jednocześnie na Zagórz oraz Uherce i Glinne. Po Zagórzem zagrodził im drogę oddział w sile 600 ludzi z chorążym Tarnawskim na czele. 
W 1605 roku dokonała się ostateczna rozprawa pomiędzy Drohojowskim a Stadnickim. Drohojowski rozbił obóz pomiędzy Glinnem a Uhercami i stąd niepokoił włości Stadnickiego. 19 listopada 1605 roku podczas kolejnej potyczki, tym razem w Przemyślu, Jan Drohojowski został zabity przez ludzi nasłanych przez bratanka Stadnickiego, też Stanisława zwanego Diabłem. 
Po śmierci Drohojowskiego egzekucję długów oraz pomszczenie wuja próbował dokonać jego siostrzeniec Jan Szczęsny Herburt. Po wielu utarczkach zbrojnych Herburt został jednak pokonany i na mocy zawartego ze Stadnickim układu, zrzekł się swych praw do długu chorążego. Obiecał także nie niepokoić Stadnickiego oraz Tarnawskiego.